# Dis-moi...
 (septembre 2021).
Pour l’article homonyme, voir Dis-moi.
Singles de Faudel
Tellement N'Brick
(1997) Baïda
(1999)
Dis-moi est une chanson de chanteur Faudel sortie le 9 novembre 1998. Il est le deuxième single de son album Baïda.
La chanson reste dans le classement des ventes en France pendant 22 semaines (du 14 novembre 1998 au 10 avril 1999). En Belgique 18 semaines dont trois semaines consécutives à la 5e place.

## Description
Dans la chanson, Faudel veut comprendre ce qui se passe autour de lui, et comment la vie est devenue une longue bataille et un défi et les jours se ressemblent. En fin il a conclu que l'amour et la solidarité sont l'espoir restant dans la vie qui nous sauvera.
Sur la pochette, on voit Faudel avec des mains carrées et des traits du visage tristes, et derrière lui des gens portant des sacs et marchant.
Dans la vidéo, Faudel joue aux échecs avec les Russes, puis il va se déplacer et lire les journaux dans un quartier indien, puis il va s'asseoir avec les maghrébins et boire du thé avec eux. À la fin du clip vidéo, toutes ces nationalités vont être au même endroit et ils sont dans la coexistence et la paix.

## Liste des pistes
| 1. | Dis-moi... (Version Single) | 3:46 |
| 2. | Dis-moi... (Version Album)  | 3:51 |

## Classements
| Classement (1998)                       | Meilleure position |
| --------------------------------------- | ------------------ |
| Belgique (Wallonie Ultratop 50 Singles) | 5                  |
| France (SNEP)                           | 5                  |

## Certifications
| Pays     | Certification | Ventes certifiées |
| -------- | ------------- | ----------------- |
| France   | Or            | 250 000           |
| Belgique | Or            | 20 000            |